# Fredrik Schön
Fredrik Schön (ur. 11 lipca 1987) – szwedzki zapaśnik walczący w stylu klasycznym. Olimpijczyk z Rio de Janeiro 2016, gdzie zajął piąte miejsce w kategorii 98 kg.
Szesnasty na mistrzostwach świata w 2014. Brązowy medalista mistrzostw Europy w 2014. Zdobył cztery medale na mistrzostwach nordyckich w latach 2008 - 2013. Szósty w Pucharze Świata w 2015. Trzeci na MŚ juniorów w 2007 roku.
Sześciokrotny mistrz Szwecji w latach: 2007, 2010 i 2012 – 2015.